# Мистраль, Фредерик
Жозе́ф Этье́н Фредери́к (Фредери́) Мистра́ль (фр. Joseph Étienne Frédéric Mistral, окс. Frederic Mistral/Mistrau, по классической норме, или Frederi, по его собственной норме, 8 сентября 1830, Майан — 25 марта 1914, там же) — провансальский поэт и лексикограф, лауреат Нобелевской премии по литературе 1904 года (совместно с Хосе Эчегараем-и-Эйсагирре). Один из лидеров движения фелибров.

## Жизнь и творчество
Фредерик Мистраль родился в семье Франсуа Мистраля и Аделаиды Пулине. В семь лет начал посещать школу в Майане. В 1845 году переехал жить в пансионат Дюпюи. В этот период проходил обучение в Collège royal в Авиньоне. В 1847 году получил аттестат о среднем образовании. После получения аттестата в 1848 году начал исповедовать идеалы революции и написал свой первый стих, который так и не был опубликован.
Его семья настаивала на получении им юридического образования, что он и делал с 1848 по 1851 год. В этот период он также занимается изучением истории Прованса и выступает за его независимость. После смерти отца поселяется в семейном доме.
27 сентября 1876 года Фредерик Мистраль женился в Дижоне на Мари Луизе Эме Ривьере. После смерти поэта она стала наследницей его имущества.
Возвратившись в Майян, поэт занимался возрождением окситанского языка. Мистраль был один из главных организаторов движения фелибров и сотрудников «Revue félibrienne», органа, отстаивающего литературную самобытность Прованса. Вместе с пятью другими провансальскими поэтами он основал региональную организацию Félibrige, которая способствовала возрождению этого языка. Эта организация продолжает своё существование и в наши дни. В своём творчестве автор сделал всё, чтобы популяризовать этот язык. Выступал он и за использование окситанского языка в начальных классах школы. Орфография и другие особенности языка поэмы «Мирей» были «по праву шедевра» положены в основу литературной нормы окситанского языка, вырабатывавшейся фелибрами (несмотря на расхождение с классическими нормами).

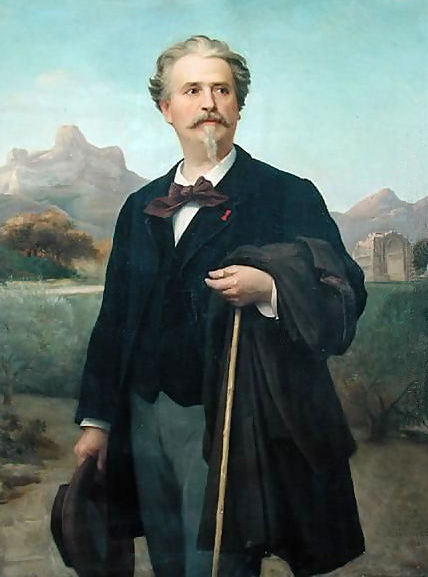
Фредерик Мистраль на портрете Феликса Огюста Клемана (1885)

После ряда небольших пьес на окситанском (провансальском) языке он написал знаменитую сельскую поэму «Мирей» (Mirèio, 1859), встреченную очень благоприятно и получившую премию Французской академии. Сюжет поэмы он переработал потом в оперное либретто, к которому Шарль Гуно написал музыку («Mireille»). Эта поэма рассказывает о любви Венсана и Мирей, двух молодых людей из Прованса, которые относятся к разным социальным классам. Имя главной героини можно также перевести как «чудо». В этом произведении поэт пытается вызвать интерес не только к языку Прованса, но и к культуре этого региона. Сюжет поэмы повествует о молодой девушке Мирей, которая собирается выйти замуж за земельного владельца, влюбляется в Венсана, бедного корзинщика. Молодой человек отвечает на её чувства. Девушка отказывает трём богатым претендентам и убегает из дома, отчаявшись из-за того, что родители не разрешают ей выйти за Венсана. Конец поэмы трагичен — девушка умирает на руках Венсана. Поэма была переведена на 15 европейских языков, перевод на французский сделал сам Мистраль.
Мистраль является автором толкового словаря — богатого собрания материала по окситанскому языку «Сокровищница фелибров» (Lou Trésor dóu Félibrige ou Dictionnaire provençal-français, 1878—1886), который в наше время является самым богатым словарём окситанского языка. Это двухтомный провансальско-французский словарь, который включает и местные диалекты.
Ему принадлежат также поэмы «Календаль» (Calendau, 1867), «Поэма Роны» (Lou Pouèmo dóu Rose, 1897), повесть в стихах «Нерто» (Nerte, 1884), трагедия «Королева Жанна» (La Rèino Jano, 1890), сборники стихов «Золотые острова» (Lis Isclo d’or, 1875), «Сбор олив» (Lis óulivado, 1912) и др.

## Признание
Мистраль был удостоен Нобелевской премии по литературе (1904) «в знак признания свежей оригинальности и подлинной вдохновенности его поэтических произведений, которые правдиво отражают пейзажи и истинный дух своего народа, а также за его выдающийся труд по провансальской филологии». Награду он разделил с испанским драматургом Хосе Эчегараем-и-Эйсагирре.
Чилийская поэтесса Лусила Годой Алькайяга взяла псевдоним Габриела Мистраль в честь Фредерика. Она также была удостоена Нобелевской премии.
Мистралю посвящён рассказ Альфонса Доде «Поэт Мистраль» из цикла «Письма с мельницы».
В честь поэмы Мистраля «Мирей» назван астероид (594) Мирей, открытый в 1906 году.

## Произведения

### Поэмы
- Мирей (Mirèio, 1859)
- Календаль (Calendau, 1867)
- Нерто (Nerte, 1884)
- Поэма Роны (Lou Pouèmo dóu Rose, 1897)

### Поэзия
- Старый сбор олив (Lis óulivado, 1912)

### Пьесы
- Королева Жанна (La Rèino Jano, 1890)

### Научные работы
- Сокровищница фелибров (фр., 1878—1886)

## Издания на русском языке
- Мирей / пер. Н. Кончаловской. — М., 1977.
- Стихотворения // Поэты — лауреаты Нобелевской премии. Антология. — М., 1997. (Библиотека «Лауреаты Нобелевской премии»).